# Julian Kowalski
Julian Kowalski (ur. 10 lipca 1910 w Nagórniku, zm. 7 grudnia 1986 w Ipswich) – major pilot Wojska Polskiego II RP, podpułkownik (ang. Wing Commander) Królewskich Sił Powietrznych.

## Życiorys
Absolwent Szkoły Podchorążych Lotnictwa w Dęblinie (VIII promocja, 57 lokata). Otrzymał przydział do 21 eskadry liniowej w 2 pułku lotniczym. Do września 1937 służył w 123. eskadrze myśliwskiej. Na stopień porucznika został awansowany ze starszeństwem z dniem 19 marca 1938 w korpusie oficerów lotnictwa, grupa liniowa. W marcu 1939 pełnił służbę w Centrum Wyszkolenia Lotnictwa nr 1 w Dęblinie na stanowisku instruktora specjalnego w Kierownictwie Wyszkolenia.
We wrześniu 1939 ewakuował się razem ze szkołą i przez Rumunię przedostał się do Francji. Walczył w 1/145 polskim dywizjonie myśliwskim Warszawskim. Po klęsce Francji przedostał się do Anglii, gdzie dotarł 20 czerwca 1940 roku – port La Rochelle. Otrzymał numer służbowy P-1400 i przydział do dywizjonu 302. 25 listopada 1941 został dowódcą dywizjonu 302 (zastąpił kpt. Witorzeńca). W dywizjonie 302 zaliczono mu 3 zestrzelenia pewne, 4 prawdopodobne, 1 uszkodzenie.
Był dowódcą 2 Polskiego Skrzydła Myśliwskiego.
Zdemobilizowany w styczniu 1947 roku. Pozostał na emigracji, został biznesmenem (pracował w wytwórni maszyn rolniczo-ogrodniczych, projektował kosiarki). Zmarł 7 grudnia 1986 w Ipswich.

## Awanse
- podporucznik – 1934
- porucznik – 1938
- kapitan
- major

## Zwycięstwa powietrzne
Na liście Bajana sklasyfikowany został na 49. pozycji z 4 i 1/3 samolotów Luftwaffe zestrzelonymi na pewno, 4 zestrzelonym prawdopodobnie i 3 uszkodzonymi.
Zestrzelenia pewne:
- Do-17 – 15 września 1940, ok. godz. 14:10
- Ju 88 – 19 września 1940
- Me 109 – 26 września 1940

Zestrzelenia prawdopodobne:
- Do 215 – 15 września 1940, godz. 11:30
- Do 17 – 15 września 1940, ok. godz. 14:10
- Do 215 – 18 września 1940

## Ordery i odznaczenia
- Krzyż Srebrny Orderu Virtuti Militari (20 sierpnia 1942) nr 9464[6]
- Krzyż Walecznych (23 grudnia 1940, 1 lutego 1941, 19 lutego 1942, 20 sierpnia 1942)
- Medal Lotniczy - dwukrotnie[4]
- brytyjski Zaszczytny Krzyż Lotniczy (15 listopada 1942)